# Antonio Cardillo
Antonio Cardillo (Scalea, 8 settembre 1941) è un ex calciatore italiano, di ruolo ala.

## Biografia
Dal 1999 si occupa di arte contemporanea a Varese, dove abita dal 1996.

## Carriera
La parte principale della sua carriera si è svolta nella Ternana, formazione in cui ha militato dal 1965 al 1973 ed ha conquistato una doppia promozione dalla Serie C alla Serie A. 
Ha esordito in Serie A il 21 ottobre 1962 con il Torino a Genova contro il Genoa (sconfitta per 1-0), disputando 6 partite nella Serie A 1962-1963.
In carriera ha collezionato complessivamente 31 presenze e 2 reti in Serie A con le maglie di Torino e Ternana, e 135 presenze e 25 reti in Serie B con Venezia, Alessandria e Ternana.

## Statistiche

### Presenze e reti nei club
| Stagione        | Squadra         | Campionato      | Campionato | Campionato | Coppe nazionali | Coppe nazionali | Coppe nazionali | Altre coppe | Altre coppe | Altre coppe | Totale | Totale |
| Stagione        | Squadra         | Comp            | Pres       | Reti       | Comp            | Pres            | Reti            | Comp        | Pres        | Reti        | Pres   | Reti   |
| --------------- | --------------- | --------------- | ---------- | ---------- | --------------- | --------------- | --------------- | ----------- | ----------- | ----------- | ------ | ------ |
| 1959-1960       | Asti            | D               | 29         | 3          |                 |                 |                 |             |             |             |        |        |
| 1960-1961       | Asti            | D               | 34         | 5          |                 |                 |                 |             |             |             |        |        |
| 1961-1962       | Torino          | A               | 0          | 0          | CI              | 0               | 0               | CA          | 0           | 0           | 0      | 0      |
| 1962-1963       | Torino          | A               | 6          | 0          | CI              | 2               | 0               | CM          | 2           | 0           | 10     | 0      |
| Totale Torino   | Totale Torino   | Totale Torino   | 6          | 0          |                 | 2               | 0               |             | 2           | 0           | 10     | 0      |
| 1963-1964       | Venezia         | B               | 14         | 3          | CI              | ?               | ?               |             |             |             |        |        |
| 1964-1965       | Alessandria     | B               | 9          | 1          | CI              | ?               | ?               |             |             |             |        |        |
| 1965-1966       | Ternana         | C               | 25         | 6          |                 |                 |                 |             |             |             |        |        |
| 1966-1967       | Asti            | D               | 26         | 7          |                 |                 |                 |             |             |             |        |        |
| Totale Asti     | Totale Asti     | Totale Asti     | 89         | 15         |                 |                 |                 |             |             |             | 89     | 15     |
| 1967-1968       | Ternana         | C               | 28         | 9          |                 |                 |                 |             |             |             |        |        |
| 1968-1969       | Ternana         | B               | 28         | 6          | CI              | 2               | 0               |             |             |             | 30     | 6      |
| 1969-1970       | Ternana         | B               | 27         | 2          | CI              | 0               | 0               |             |             |             | 27     | 2      |
| 1970-1971       | Ternana         | B               | 24         | 4          | CI              | 3               | 0               |             |             |             | 27     | 4      |
| 1971-1972       | Ternana         | B               | 35         | 8          | CI              | 4               | 0               |             |             |             | 39     | 8      |
| 1972-1973       | Ternana         | A               | 25         | 2          | CI              | 4               | 1               |             |             |             | 29     | 3      |
| Totale Ternana  | Totale Ternana  | Totale Ternana  | 192        | 37         |                 | 13              | 0               |             |             |             | 205    | 37     |
| 1973-1974       | Mantova         | C               | 21         | 2          |                 |                 |                 |             |             |             | 21     | 2      |
| Totale carriera | Totale carriera | Totale carriera | 331        | 58         |                 | 13              | 0               |             | 2           | 0           | 346    | 58     |